# Гаджиев, Магомет Имадутдинович
Магомет (Магомед) Имадутди́нович Гаджи́ев (20 декабря 1907, Мегеб, Дагестанская АССР — 12 мая 1942, Баренцево море) — советский военный моряк-подводник, командир 1-го дивизиона бригады подводных лодок Северного флота в 1941—1942 годах. Герой Советского Союза (23.10.1942, посмертно), капитан 2-го ранга (30.07.1941). Первый дагестанец, удостоенный звания «Герой Советского Союза».

## Биография
Магомед Имадутдинович Гаджиев родился 7 (20) декабря 1907 года в крестьянской семье в ауле Мегеб Гунибского района Дагестана. Отец, Имадутдин — аварец (по другой версии — даргинец), шапочный мастер; мать, Хурбиче (Хурибича) — лачка из Кумуха. По этой причине, национальную принадлежность Магомета Гаджиева оспаривали аварцы, даргинцы и лакцы. В официальных документах значится как аварец.
Детство прошло в Кумухе. С апреля 1920 по май 1922 года служил в Красной Армии. Участвовал в боевых действиях гражданской войны на Северном Кавказе: красноармеец артиллерийского дивизиона 28-й стрелковой дивизии 11-й армии, телефонист отдельной роты связи 2-й Московской стрелковой бригады, красноармеец пулемётной команды 2-го Дагестанского стрелкового полка.
Затем работал на плодоперерабатывающем заводе. В 1925 году окончил два курса Дагестанского педагогического техникума.
В Военно-морском флоте с 1925 года. Член ВКП(б) с 1930 года. В 1931 году окончил Военно-морское училище имени М. В. Фрунзе. Был направлен на Морские силы Чёрного моря и в феврале этого года назначен командиром минной боевой части на подводной лодке «А-2» («Коммунист»). В мае 1932 года окончил подводный класс Учебного отряда подводного плавания имени С. М Кирова и получил назначение помощником командира на подводную лодку А-4 («Политработник»). В мае—августе 1933 года временно выполнял обязанности командира подводной лодки Л-6 («Карбонарий»), а в августе назначен командиром подлодки М-9. В 1934 году Гаджиев с М-9 был перебазирован на Дальний Восток, где в составе Тихоокеанского флота командовал ею ещё 2 года. В апреле 1936 года он был назначен командиром Щ-117 и командовал ею до августа 1937 года, когда его направили учиться в академию. Один из самых первых и лучших подводников-тихоокеанцев за успехи в боевой подготовке награждён орденом Ленина в 1935 году.
В 1939 году окончил Военно-морскую академию имени К. Е. Ворошилова и в сентябре 1939 года был направлен на Северный флот, где принял должность начальника 2-го отделения 2-го отдела штаба флота. Участник советско-финской войны. В октябре 1940 года назначен командиром 1-го дивизиона бригады подводных лодок Северного флота.
Великую Отечественную войну Гаджиев встретил на Северном флоте. 30 июля 1941 года ему было присвоено звание капитана 2 ранга. С начала войны дивизион Гаджиева произвёл 12 боевых походов. По советским данным, к лету 1942 года при личном участии Гаджиева были потоплены 10 транспортов противника. Он ввёл в практику подводников потопление транспортов противника из артиллерийских орудий, которыми были оснащены лодки типа «К» (2 орудия Б-24ПЛ калибра 100 мм и 2 орудия по 45 мм). Кроме того, Гаджиев ввёл в традицию подводников салют из орудия в знак того, что экипаж одержал очередную победу в море. Обе эти традиции родились одновременно: 4 декабря 1941 года после атаки на конвой «К-3» с комдивом на борту была атакована противолодочными кораблями и легла на дно с течью соляра и поступлением воды в корпус. По приказу Гаджиева «К-3» всплыла и приняла артиллерийский бой против трёх сторожевиков противника. Артиллерийская дуэль продолжалась 7 минут. За это время К-3 выпустила 39 снарядов калибра 100 мм и 47 снарядов калибра 45 мм. В результате Uj 1403 прекратил преследование лодки из-за неполадок с двигателями, UJ-1708 взорвался и затонул (погибло 50 моряков), а UJ-1416 был повреждён и вышел из боя. К-3, вернувшись 6 декабря из боевого похода, впервые произвела орудийный салют.
12 мая 1942 года подводная лодка «К-23», на которой находился Гаджиев, атаковала конвой, а затем вступила в бой с охранявшими суда тремя противолодочными кораблями. Силы оказались неравны, и попытавшаяся уйти в подводном положении лодка, оставлявшая на поверхности след соляра, была потоплена глубинными бомбами с большого охотника «Uj 1109». Магомету Гаджиеву приписывают фразу: «Нигде нет такого равенства, какое существует на подводной лодке, где все или побеждают, или погибают». Фраза оказалась пророческой: из находившихся на борту К-23 не уцелел никто.

## Боевые походы
Во всех своих походах М. И. Гаджиев выступал в роли обеспечивающего действия командира подводной лодки и являлся старшим на борту. Он ходил в море на всех кораблях своего дивизиона, кроме К-1, которой командовал капитан 3-го ранга М. П. Августинович, ставший командиром 1-го дивизиона после гибели Гаджиева.
Суммарно Магомет Имадутдинович провёл в боевых походах по меньшей мере 127 суток за неполный год, что даёт очень высокий для того времени коэффициент оперативного напряжения в 0,39.
| №  | Корабль | Командир           | Выход из базы | Окончание похода | Суток в походе | Описание                                       |
| -- | ------- | ------------------ | ------------- | ---------------- | -------------- | ---------------------------------------------- |
| 1  | Д-3     | Константинов Ф. В. | 23.06.1941    | 04.07.1941       | 11             | Порсангер-фьорд                                |
| 2  | К-2     | Уткин В. П.        | 07.08.1941    | 31.08.1941       | 24             | Тана-фьорд и Бос-фьорд                         |
| 3  | К-2     | Уткин В. П.        | 07.09.1941    | 19.09.1941       | 12             | к Вардё                                        |
| 4  | К-23    | Потапов Л. С.      | 28.10.1941    | 30.10.1941       | 2              | мины к Киркенесу                               |
| 5  | К-21    | Жуков А. А.        | 07.11.1941    | 21.11.1941       | 14             | Хаммерфест                                     |
| 6  | К-3     | Малафеев К. И.     | 21.11.1941    | 06.12.1941       | 15             | Хаммерфест                                     |
| 7  | К-22    | Котельников В. Н.  | 13.01.1942    | 01.02.1942       | 19             | Конгс-фьорд                                    |
| 8  | К-21    | Лунин Н. А.        | 11.03.1942    | 14.03.1942       | 3              | На помощь Щ-402, у которой закончилось топливо |
| 9  | К-21    | Лунин Н. А.        | 21.03.1942    | 03.04.1942       | 13             | к мысу Нордкап                                 |
| 10 | К-2     | Уткин В. П.        | 09.04.1942    | 10.04.1942       | 1              | На помощь подорвавшейся на мине Щ-421          |
| 11 | К-23    | Потапов Л. С.      | 29.04.1942    | 12.05.1942†      | 13             | к о. Фуглё, затем позиция 4                    |

## Награды
- Герой Советского Союза (23.10.1942, посмертно),
- Два ордена Ленина (23.12.1935, 23.10.1942 — посмертно),
- Орден Красного Знамени (3.04.1943),
- Юбилейная медаль «XX лет Рабоче-Крестьянской Красной Армии» (22.02.1938).

## Память

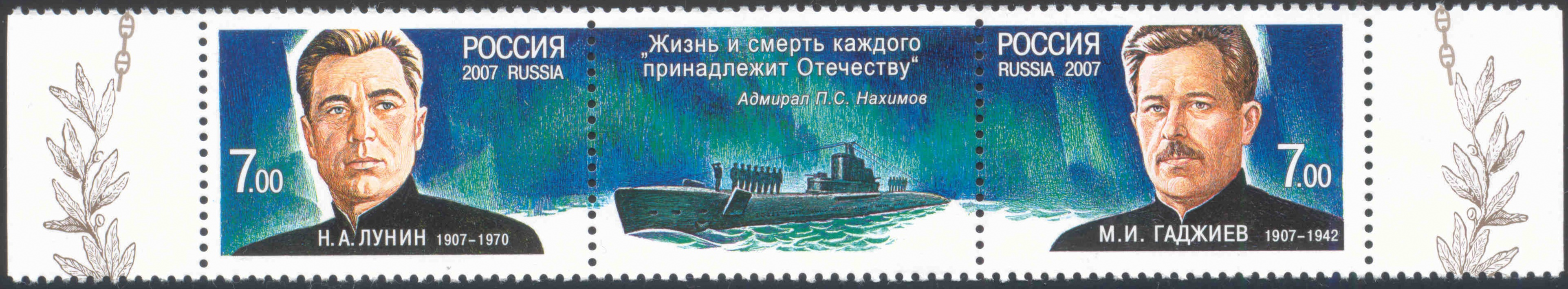
Н. А. Лунин и М. И. Гаджиев на юбилейной сцепке марок

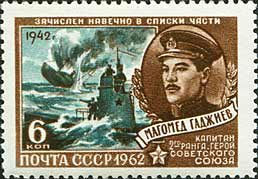
Гаджиев на марке Почты СССР, 1962 год

- В честь Героя Советского Союза назван город Гаджиево в Мурманской области.
- Воздвигнуты монументы в Гаджиево и Твери.
- Воздвигнуты памятник в городе Махачкала и бюст в ауле Мегеб[23].
- Его имя присвоено заводу в Махачкале.
- В составе ВМФ СССР было два корабля «Магомед Гаджиев»: морской тральщик (1953—1958 годы) и плавучая база «Магомед Гаджиев» подводных лодок проекта 310 (1956—1993)[24].
- В состав ВМФ России входит базовый тральщик БТ-116 «Магомед Гаджиев» Каспийской флотилии[1]
- Его имя присвоено улицам в городах: Мурманске, Североморске, Полярном, Усть-Каменогорске, Хасавюрте и Махачкале.
- Его имя присвоено улицам в сёлах Дагестана: Чинаре[25], Геджухе[26], Уллутеркеме[27], Охли, Учкент, Шамхал-Термен, Апши, Советское, Стальское и др.
- Его именем названы школы в: Москве, Каспийске, Избербаше и др.
- вымпел имени Героя Советского Союза капитана 2-го ранга М. И. Гаджиева (которым награждали экипаж подводной лодки ВМФ СССР, показавшей наилучшие результаты в социалистическом соревновании)[28]
- В честь М. И. Гаджиева названа бухта Гаджиева (Антарктида, Земля Виктории, 68°26′ ю.ш., 153°18′ в.д., бухта открыта и нанесена на карту в 1958 г., название присвоено не позже 1965 г.)[29].